# ريم محجوب
ريم محجوب مصمودي (ولدت في 16 مارس 1966 في تونس العاصمة)، هي سياسية تونسية عضو في حزب آفاق تونس.

## السيرة الذاتية
ولدت ريم في تونس العاصمة ، زاولت تعليمها الابتدائي في صفاقس والثانوي في المتلوي ثم حصلت على شهادة الباكالوريا سنة 1984 بصفاقس.
درست الطب و تخرجت سنة 1996. ضلت تزاول مهنة الطب إلى سنة 2011، إثر الثورة التونسية التحقت بحزب آفاق تونس و ترشّحت لإنتخابات المجلس الوطني التأسيسي على رأس دائرة المهدية الانتخابية لتصبح عضو في المجلس الوطني التأسيسي.

شاركت في الانتخابات التشريعية التونسية 2014 في دائرة ولاية المهدية لكن لم يقع انتخابها.

في فيفري 2015 أخذت ريم محجوب مكان ياسين إبراهيم في مجلس نواب الشعب (تونس) إثر تولّيه منصب وزير بحكومة الحبيب الصيد، لتصبح رئيسة كتلة أفاق تونس في مجلس نواب الشعب. كما عينت ناطق رسمي لحزب آفاق تونس.
متزوجة وأم لطفلين.